# Débéré (Mali)
Débéré est une localité et une commune rurale du Mali de l'arrondissement central de Douentza, dans le cercle de Douentza et la région de Mopti.

## Villages
La commune s'étend sur 7 localités relevées lors du recensement général de 2009. 
Les villages les plus peuplés sont :
- Débéré (1 736 habitants) ;
- Kara (1 720 habitants) ;
- Oualo (1 511 habitants).